# Zwangsschlichtung
Eine Zwangsschlichtung ist im Arbeitsrecht eine gesetzliche Regelung, nach der Tarifkonflikte nicht durch Arbeitskämpfe, sondern durch eine obligatorische Schlichtung entschieden werden. Eine Zwangsschlichtung schränkt die Tarifautonomie ein. Sie wird üblicherweise mit den Kosten begründet, die Streiks und Aussperrungen verursachen.

## Zwangsschlichtung in der Weimarer Republik
Art. 159 der Weimarer Verfassung gewährleistete die Koalitionsfreiheit.

„Die Vereinigungsfreiheit zur Wahrung und Förderung der Arbeits- und Wirtschaftsbedingungen ist für jedermann und für alle Berufe gewährleistet.“

Dennoch war bereits in der Demobilmachungsverordnung nach dem Ersten Weltkrieg die Möglichkeit geschaffen worden, Arbeitskämpfe per Zwangsschlichtung zu beenden. Mit der Zentralarbeitsgemeinschaft entstand nach dem Krieg eine Institution, die das Stinnes-Legien-Abkommen mit Inhalt erfüllen solle. Diese Zusammenarbeit von Arbeitgeberverbänden und Gewerkschaften war jedoch kurzlebig. In der Nachkriegszeit stieg die Zahl der Arbeitskämpfe stark an. Gründe waren die Kämpfe der Gewerkschaften um den Achtstundentag und die ökonomischen Wirren in der Inflationszeit. 1921 und 1922 fanden jeweils über 4.000 Streiks mit über 1,5 Millionen Streikenden statt. Die Arbeitgeber reagierten mit über 400 Aussperrungen. Nachdem die Versuche, im Reichstag im Krisenjahr 1923 eine Mehrheit für eine Zwangsschlichtung zu erreichen, gescheitert waren, erließ das Kabinett Marx I am 30. September 1923 die Verordnung über das Schlichtungswesen.
Das Vorgehen bei Tarifkonflikten war nun dreistufig geregelt: Zunächst waren die Tarifparteien frei in ihren Verhandlungen. Scheiterten diese, so hatte jede Partei das Recht, die Schlichtung anzurufen. In den Schlichtungsausschüssen saßen paritätisch Vertreter der Arbeitgeber und Arbeitnehmer. Der Schlichter wurde von der jeweiligen obersten Landesbehörde eingesetzt und war an deren Weisung gebunden. Er machte einen Schlichtungsvorschlag, der vom Ausschuss angenommen werden konnte. Scheiterte die Schlichtung, so wurde in einer ebenfalls paritätisch besetzen Schlichtungskammer der Schlichtungsvorschlag erneut beraten. In der letzten Instanz hatte der Reichsarbeitsminister die Möglichkeit, ein Schlichtungsergebnis für allgemeingültig zu erklären.
Schlichter und Minister wurden auf Antrag einer Partei tätig, konnten jedoch auch von Amts wegen aktiv werden. Bei Konflikten konnten die Arbeitsgerichte – beziehungsweise vor deren Bildung die Amtsgerichte – entscheiden.
Die Durchsetzbarkeit der Schiedssprüche war nicht immer gegeben. Zu einem Großkonflikt kam es nach zwei Schiedssprüchen, die Ernst Mehlich gefällt hatte. Am 19. Dezember 1923 entschied dieser in einem Schiedsspruch gegen einen Teuerungszuschlag der Bergarbeiter im Dortmunder Bergbaurevier. Am 4. Januar 1924 bestätigte er die Verlängerung der Tagesarbeitszeit unter Tage auf 8 Stunden. Hierdurch sank das Einkommen der Bergarbeiter um 25 %. Nachdem der Tarifvertrag am 1. Mai 1924 ausgelaufen war, forderten die Gewerkschaften eine Lohnerhöhung von 30 %. Mehlich legte in seinem Schiedsspruch 15 % Lohnerhöhung fest und der Minister erklärte diese Schlichtersprüche am 1. Mai für allgemeinverbindlich. Am 6. Mai 1924 begann ein Streik an dem sich 90 % der Belegschaften bzw. rund 395.000 Bergleute beteiligten. Letztlich musste Minister Heinrich Brauns nachgeben und benannte den Präsidenten der Reichsarbeitsverwaltung Friedrich Syrup als Sonderschlichter. Dieser kam den Gewerkschaften entgegen und schlug eine Laufzeitverkürzung, eine Trennung von Normal- und Mehrarbeit und zusätzlich 5 % Lohnerhöhung vor. Nachdem die christlichen Gewerkschaften diesen Schiedsspruch akzeptiert hatten und Heinrich Brauns die allgemeinverbindlichkeit festgelegt hatte, endete der Streik.
Auf Antrag der Arbeitgeberseite kam es 1929 zu einem Rechtsstreit, den das Reichsarbeitsgericht am 22. Januar 1929 mit einem wichtigen Urteil beendete. Danach durfte die Abänderung eines bestehenden Tarifvertrags nicht durch Schiedsspruch erfolgen. Obiter dictum erklärte das Gericht die Ausführungsvereinbarung vom 29. Dezember 1923 für ungültig.
Im Rahmen der Austeritätspolitik Heinrich Brünings während der Weltwirtschaftskrise wurde das Instrument der Zwangsschlichtung genutzt, um Lohnsenkungen durchzusetzen. Den Anfang machte ein Schiedsspruch des Schlichters Max Brahn vom 26. Mai 1930, der eine Lohnkürzung von 10 % in der Metallindustrie enthielt. Von besonderer Bedeutung war der Schiedsspruch des Sonderschlichters Carl Völker vom 10. Oktober 1930, der für die Berlinger Metallindustrie eine Kürzung von 8 % vorsah. Die Gewerkschaften führten am 13. Oktober 1930 eine Urabstimmung, die sich mit 85 % Zustimmung für einen Arbeitskampf aussprach. Um das Reichsarbeitsministerium daran zu hindern, den Schiedsspruch für Verbindlich zu erklären, beschloss der Reichstag am 18. Oktober 1930 mit Mehrheit von KPD, SPD und NSDAP den Minister aufzufordern keine Verbindlichkeitserklärung abzugeben. Rechtlich war dieser Beschluss nicht bindend, um aber einer Regierungskrise zu entgehen, war das Ministerium gezwungen, auf die Verbindlichkeitserklärung zu verzichten. Mit der Notverordnung vom 9. Januar 1931 über die Beilegung von Schlichtungsstreitigkeiten öffentlichen Interesses wurden die Einschränkungen aus dem RAG-Urteils vom 22. Januar 1929 aufgehoben. Damit war der Weg frei, jederzeit über die Zwangsschlichtung Tarifverträge durch das Ministerium zu ändern. Daneben konnte die Regierung über Notverordnungen direkt die Löhne regeln. Dies erfolgte mit Notverordnung vom 8. Dezember 1931, die eine Kürzung der Löhne von etwa 15 % enthielt.
Unter Franz von Papen wurde die staatliche Zwangsschlichtung zum 15. Juni 1932 abgeschafft und die Tarifautonomie wiederhergestellt. Dies sollte aber nur ein Intermezzo sein: Mit der Machtergreifung der Nationalsozialisten wurden Gewerkschaften und Arbeitgeberverbände gleichgeschaltet". Neben dem Treuhänder der Arbeit bedurfte es nun keiner Schlichtung mehr, die Schlichtungsstellen wurden endgültig abgeschafft.
Nach dem Zweiten Weltkrieg wurde mit dem Kontrollratsgesetz Nr. 35 wieder ein staatliches Schlichtungsverfahren eingeführt. Dieses orientierte sich aber nicht an der Regelungen der Weimarer Republik, sondern an dem Verfahren der Einigungsämter der Gewerbeämter des Kaiserreiches. Dennoch war auch auf dieser Rechtsgrundlage eine Zwangsschlichtung möglich gewesen. Mit dem Inkrafttreten des Grundgesetzes wurde die Tarifautonomie geltendes Recht, die Möglichkeit einer Zwangsschlichtung besteht seitdem nicht mehr.

## Zwangsschlichtung in Neuseeland
In Neuseeland wurde mit dem Conciliation and Arbitration Act 1894 eine Zwangsschlichtung eingeführt. Diese war bis zur Aktivierung des Employment Contracts Act 1991 in Kraft.